# John Garang
John Garang de Mabior (Bor, Sudán, 23 de junio de 1945-New Cush, Sudán, 30 de julio de 2005) fue un político y militar sudanés. Se desempeñó como vicepresidente de Sudán y presidente de la región autónoma de Sudán del Sur.

## Biografía
Después de haber asistido a una escuela primaria bajo la administración británica, John Garang realizó sus estudios secundarios en Tanzania antes de estudiar ciencias económicas en el Grinnell College de Iowa (Estados Unidos). En 1970, se incorporó al movimiento rebelde Anyanya contra el régimen de Jartum. Después de la firma de un acuerdo de paz en Addis Abeba en 1972, se integró en el ejército sudanés. En septiembre de 1983, el general Yaafar al-Numeiry impuso la ley islámica al conjunto de Sudán y John Garang fundó entonces el Ejército Popular de Liberación de Sudán (SPLA) que inició una guerra contra el poder central, conocida como segunda guerra civil sudanesa. A pesar de la escisión de su movimiento en 1991, John Garang mantuvo la rebelión contra el régimen islamista del general Omar al-Báshir, instalado en Jartum en 1989. Su movimiento se benefició de las presiones de la administración estadounidense sobre el Gobierno sudanés después de la elección de George W. Bush.
Después de un alto el fuego en octubre de 2002, se firmó el 9 de enero de 2005 el Acuerdo de Naivasha entre el Gobierno islamista de Jartum y los rebeldes animistas y cristianos del SPLA que ponía fin a más de veinte años de guerra. El Gobierno fue representado por el vicepresidente Ali Osman Taha y el SPLA por John Garang, como jefe histórico.
Según lo acordado, tras firmar un reparto de poderes con el presidente Omar al-Báshir, Garang fue investido vicepresidente de Sudán el 9 de julio, convirtiéndose en la segunda persona más poderosa del país. Sin embargo, Garang murió el 30 de julio de 2005, junto a otras 13 otras personas, en un accidente cuando volvía de un encuentro en Kampala con el presidente ugandés Yoweri Museveni, mientras viajaba en un helicóptero Mil-Mi 17 del presidente ugandés.
Su entierro en Yuba estuvieron precedidos por disturbios y motines, que dejaron un saldo de 130 personas fallecidas y 402 heridos, incluidos 111 muertos y 1,400 detenidos en Jartum.